# Mytilina trigona
Mytilina trigona is een raderdiertjessoort uit de familie Mytilinidae. De wetenschappelijke naam van deze soort is voor het eerst geldig gepubliceerd in 1851 door Gosse.